# Ernst von Pardubitz

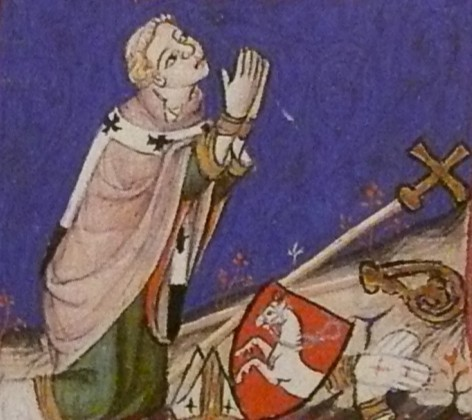
Ernst von Pardubitz mit seinem Wappenschild (14. Jahrhundert)

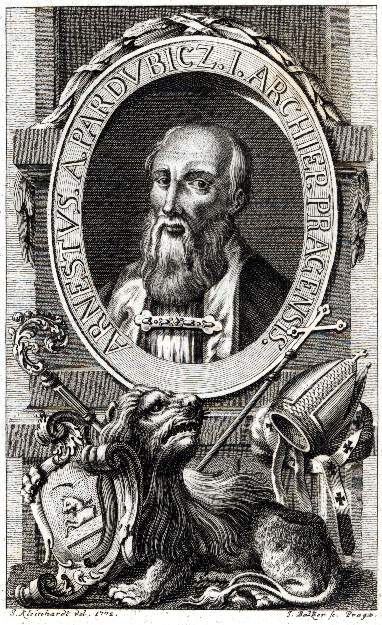
Ernst von Pardubitz, Kupferstich von Johann Balzer

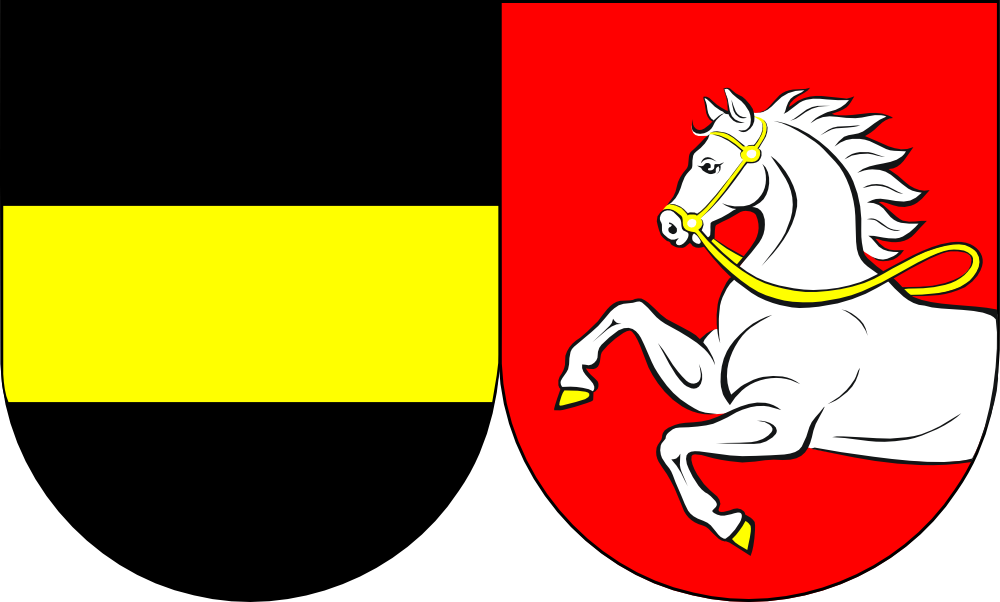
Wappen Ernst von Pardubitz, Erzbischof von Prag

Ernst von Pardubitz (tschechisch Arnošt z Pardubic, lateinisch Arnestus de Pardubitz; * um 1300, vermutlich in Hostinka, Königgrätzer Kreis; † 30. Juni 1364 in Raudnitz, Leitmeritzer Kreis) war 1343/1344 Bischof von Prag und anschließend der erste Erzbischof des 1344 gegründeten Erzbistums Prag sowie erster Kanzler der 1348 gegründeten Karls-Universität. Zudem wirkte er als Berater des böhmischen Königs und späteren Kaisers Karl IV.
Ein weiterer möglicher Geburtsort ist Glatz, wo sein Vater um 1300 Burggraf war und Ernst nach eigenen Angaben seine Kindheit verbrachte. Das in älteren Quellen genannte Hostinná bei Böhmisch-Brod, das niemals im Besitz seiner Vorfahren war, wird in neuerer Zeit als unwahrscheinlich abgelehnt. Ebenso wird die bisher vermutete Stammes- und Wappenverwandtschaft mit den Herren von Malowetz (Malovcové z Malovic) durch die neueste Forschung widerlegt.

## Herkunft und Ausbildung
Ernst von Pardubitz, der dem Adelsgeschlecht Pardubitz entstammte, wird in der Literatur häufig auch als Ernst von Prag oder Arnestus von Pardubitz bezeichnet. Er war der älteste Sohn des Ritters Ernst von Hostina d. Ä. (Arnošt z Hostýně starší). Dieser war um das Jahr 1300 Burggraf und Statthalter des böhmischen Königs in Glatz. Zwischen 1327 und 1330 tauschte er mit Puta von Dauba (Půta z Dubé) seine Herrschaft Vízmburk (Wiesenburg) gegen die Herrschaft Pardubitz. Ab etwa 1340 benutzte die Familie das Prädikat von Pardubitz / z Pardubic.
Ernst von Pardubitz war vermutlich von 1305 bis 1310 Schüler der Lateinschule der Spitalherren vom hl. Johannes von Jerusalem, danach besuchte er die Schule des Benediktinerklosters Braunau. Da Prag um diese Zeit noch keine Universität hatte, studierte er anschließend an den Universitäten in Bologna und Padua Theologie und Jura und beendete das Studium als Lizentiat des Kirchenrechts (ius canonicum). Anschließend verbrachte er einige Zeit am Päpstlichen Hof in Avignon.

## Kirchliches und politisches Wirken

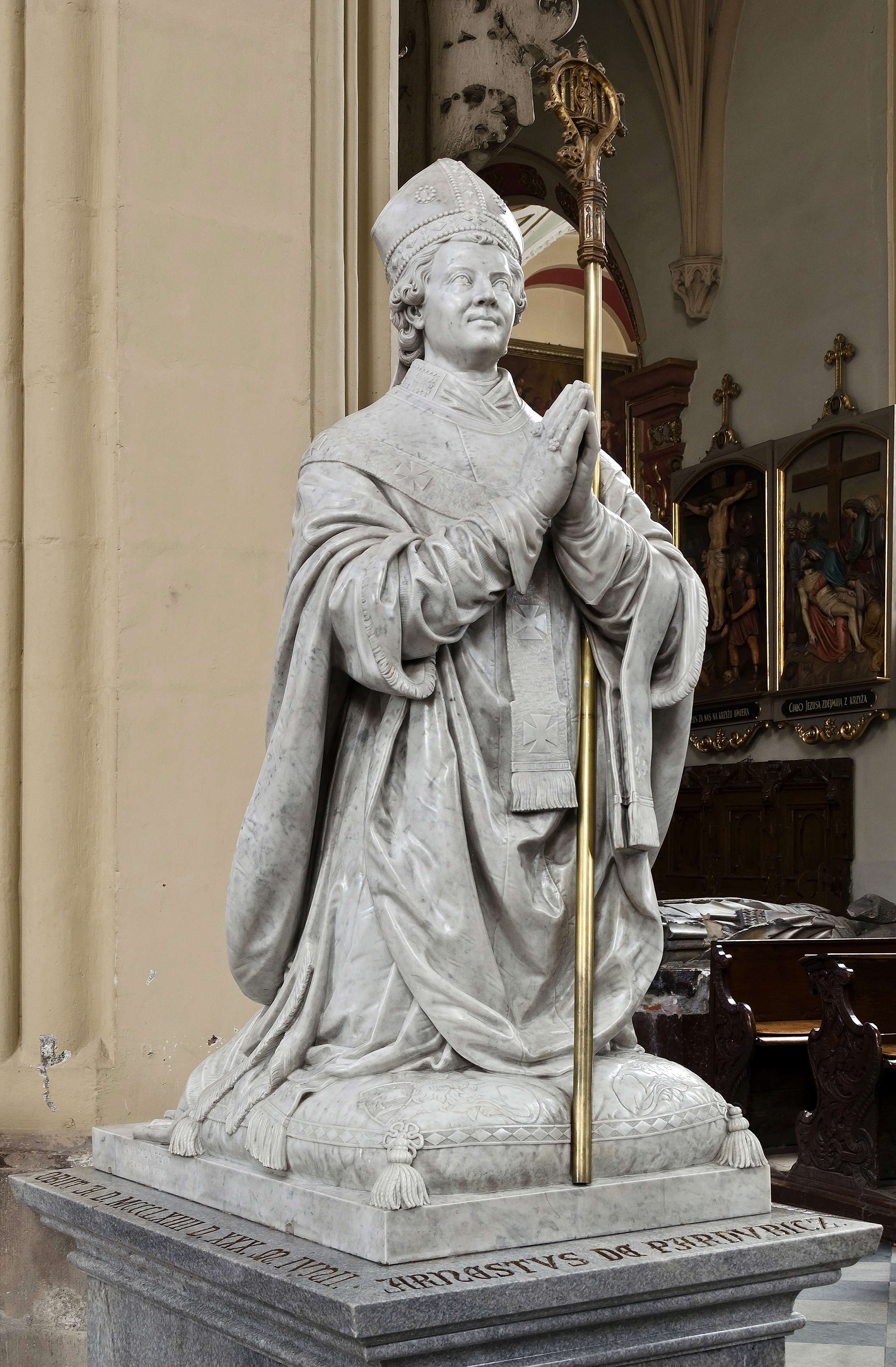
Ernst von Pardubitz: Kenotaph aus weißem Marmor

Nach der Rückkehr nach Prag wurde Ernst von Pardubitz 1339 Domherr und 1340 Dekan des Prager Domkapitels. 1342 war er als Gesandter des Königs Johann von Luxemburg am Päpstlichen Hof in Avignon, wo er auch zum Breslauer Domherrn ernannt wurde. Nach dem Tod des Johann IV. von Dražice wurde er 1343 zum Bischof des Bistums Prag und nach dessen Loslösung vom Mainzer Metropolitanverband und der Erhebung zum Erzbistum am 30. April 1344 zum ersten Erzbischof von Prag ernannt. Die Festrede „De pallio archiepisopi Arnesti“ anlässlich der Überreichung des Palliums hielt der Augustiner-Eremit Nikolaus von Laun. Ebenfalls 1344 wurden die Bischofssitze in Olmütz und Leitomischl als Suffraganbistümer dem Erzbistum Prag unterstellt.
Mit Ernst von Pardubitz begann eine neue Epoche der Kirchengeschichte in Böhmen. Er widmete sich der Organisation des neu gegründeten Erzbistums, das zu den größten Diözesen gehörte und in zehn Erzdiakonate unterteilt war. Mit seiner juristischen Erfahrung veranlasste er u. a. die Festlegung neuer Statuten und die schriftliche Verwaltung mit Amtsbüchern und Stiftungsregistern. Zudem erließ er Verordnungen gegen Wucher und Wucherer, gegen Ketzer, aber auch gegen Aberglauben und Zauberei. Für die Prager Kathedrale ließ er Statuten ausarbeiten, mit denen das Recht und die Pflicht jeder einzelnen Person festgelegt wurden. Auf der Reformsynode von 1349 wurden erstmals Provinzialstatuten für sein Erzbistum verabschiedet (Statuta Arnošta z Pardubic). Weitere Synoden folgten 1353, 1355, 1361 und 1362.
1344 legte er den Grundstein für den Bau der St.-Veit-Kathedrale auf dem Hradschin, dem böhmischen Königssitz. 1348 war er einer der Mitbegründer der Prager Karls-Universität und wurde deren erster Kanzler und wesentlicher Förderer.
Am 25. März 1349 gründete er in Glatz das Augustiner-Chorherrenstift, dem er am 5. Februar 1350 zur wirtschaftlichen Ausstattung zusammen mit seinen Brüdern Smil und Wilhelm die Güter Nieder- und Oberschwedeldorf, die damals noch eine Einheit unter der Ortsbezeichnung „Schweidlersdorf“ bildeten, sowie „Bertholdisdorf“ / Barzdorf, später Altbarzdorf und zweieinhalb Hufen in „Isenrichsdorf“ / Eisersdorf schenkte. Außerdem stiftete er als persönliches Geschenk das Tafelgemälde der Glatzer Madonna sowie die geschnitzte Madonna mit dem Spatz. Im gleichen Jahr erwarb er gegenüber der Johanniterkommende ein Haus, das er der Kommende als Stiftung übertrug. Es war als Unterkunft für die Mansionare der Kommende vorgesehen, die die Ausgestaltung feierlicher Gottesdienste übernehmen sollten. Für den laufenden Unterhalt der Mansionare übertrug er der Kommende die Einnahmen des Dorfes Lhota districtus Mutensis bei Hohenmaut, das ihm und seinen Brüdern als Familiengut gehörte. Zu seinen Gründungen gehören auch die Augustinerklöster in Rokytzan und Jermer.
Bei der Verwaltung der erzbischöflichen Herrschaft war er bemüht, die Wirtschaftsformen zu verbessern und die Erträgnisse zu erhöhen. Mit dem Kauf der Herrschaft Rožmitál vermehrte er die bischöflichen Güter. Er ließ die bischöflichen Städte und Burgen restaurieren und in Příbram eine neue Burg errichten. Die Städte Böhmisch Brod, Bischofteinitz und Raudnitz erhielten Befestigungsmauern.

## Beziehungen zum Königshaus
Ernst von Pardubitz war dem böhmischen Königshaus eng verbunden. Er wurde vom böhmischen König Johann von Luxemburg gefördert. Schon während des Studiums lernte er dessen Sohn, den späteren Kaiser und König von Böhmen Karl IV. kennen. Beide verband eine tiefe Freundschaft. Ernst wurde sein Diplomat und Ratgeber und krönte ihn 1347 zum König von Böhmen. 1346 und 1350 war Ernst als königlicher Gesandter am päpstlichen Hof in Avignon. 1348 begleitete er Karl IV. nach Passau, nach Brandenburg und zum Reichstag nach Nürnberg, 1353 und 1357 nach Wien, 1355 zur Kaiserkrönung nach Rom und 1356 nach Breslau. 1358 ritt er im Auftrag des Kaisers von Breslau nach Litauen, um den Großfürsten Olgierd für das kommende Weihnachten zur Taufe nach Breslau einzuladen, hatte damit aber keinen Erfolg. 1361 nahm er am Reichstag in Nürnberg teil, wo er am 11. April in der Sebalduskirche Karls IV. erstgeborenen Sohn Wenzel IV. taufte, den er zwei Jahre später im Prager Veitsdom zum König von Böhmen krönte. 1363 begleitete er Karl IV. wiederum nach Nürnberg und 1364 nach Bautzen. Auch drei der Frauen Karls IV. wurden durch Ernst von Pardubitz zu Königinnen von Böhmen gekrönt.

## Bedeutung
Während seiner Amtszeit als Erzbischof entfaltete sich in seiner Diözese das religiöse und kirchliche Leben. Seine Reformen und sein politisches Wirken waren entscheidende Grundlagen für die enge Verbindung von kirchlicher und weltlicher Macht für den Bereich der Krone Böhmen. Sein Tod war nicht nur für den Kaiser und den jungen König Wenzel ein großer Verlust, sondern auch für das ganze Land, da er wegen seiner politischen Weitsichtigkeit und diplomatischem Geschick, aber auch wegen seiner guten Taten verehrt wurde. Er gehörte zu den gelehrtesten Männern seiner Zeit und zu den bedeutendsten Persönlichkeiten im Umkreis Karls IV.

## Testament, Grablege und Verehrung

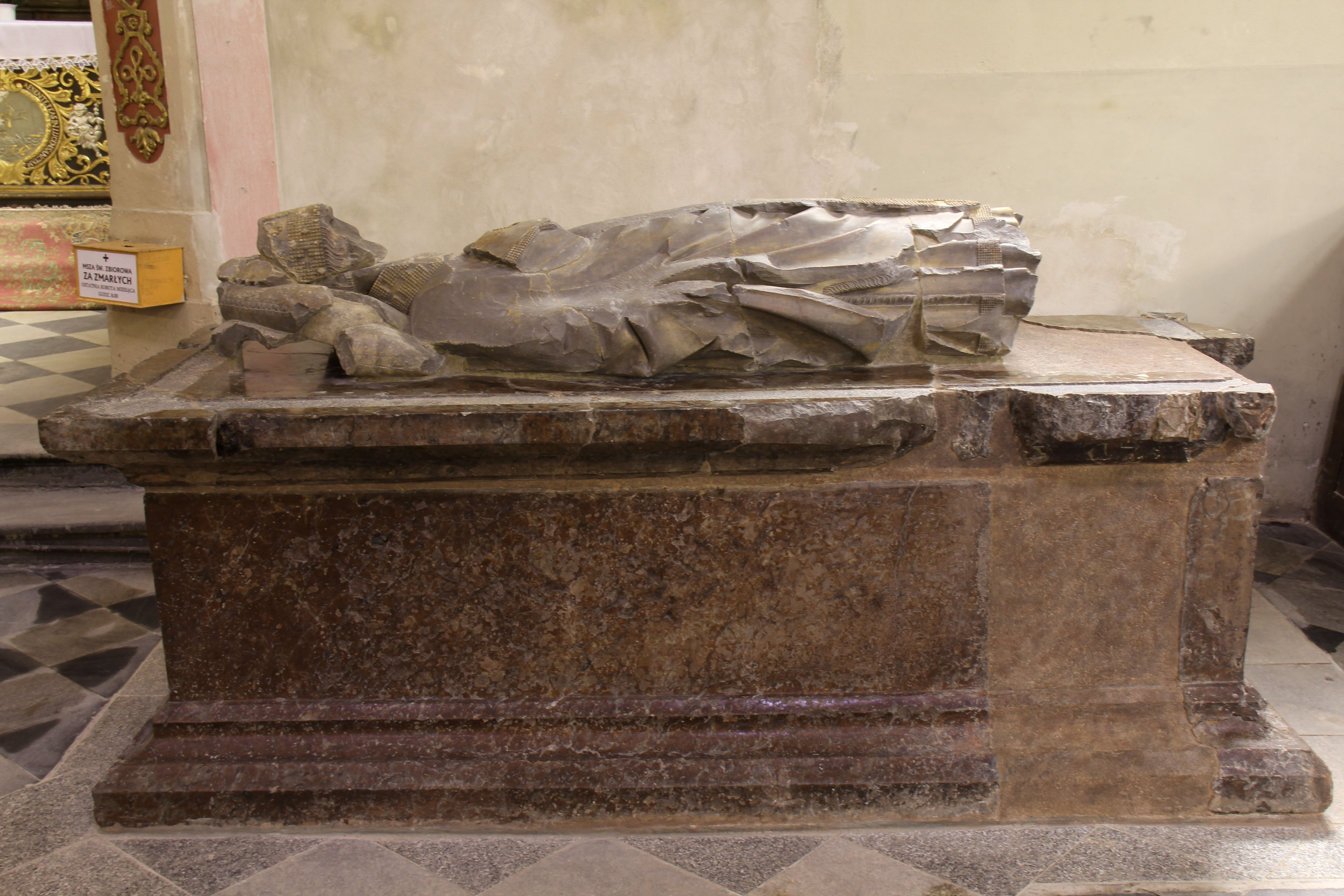
Grabmal in der Glatzer Pfarrkirche

Mit seinem Testament aus dem Jahre 1352 bestimmte Ernst von Pardubitz, dass aus seinen Mitteln in Glatz anstelle der hölzernen eine steinerne Kirche gebaut werden solle und dass er in dieser Kirche bestattet werden wolle. Das Testament übergab er, zusammen mit der Beschreibung einer von ihm als Knabe erlebten Marienerscheinung, dem Opatowitzer Abt Jan Neplach zur Verwahrung.
Am 30. Juni 1364 starb Erzbischof Ernst auf der bischöflichen Burg Raudnitz. Sein Leichnam wurde nach Glatz überführt und in Gegenwart des Abtes Jan Neplach, der die von ihm verwahrten Dokumente verlas, in der Glatzer  Pfarrkirche Mariä Himmelfahrt beigesetzt. In dieser Kirche hatte Ernst von Pardubitz als Knabe eine Marienerscheinung, als sich während der Vesper das Gesicht des Marienbildes auf dem Hauptaltar von ihm abwandte.
Das erste Grabmal, das der Prager Parler-Werkstatt zugeschrieben wird, stammt aus der Zeit von 1364 bis 1370. Es zeigt eine weiße Kalkstein-Figur auf einer Tumba aus rotem Marmor. 1468 soll der Marmor drei Mal eine ölige Flüssigkeit abgesondert haben, die mit Zustimmung des damaligen päpstlichen Legaten Rudolf von Rüdesheim als Reliquie verehrt wurde. Das Grabmal steht im linken Seitenschiff und ist teilweise zersprungen bzw. zerstört.
1693 schuf Karl Dankwart für das Glatzer Jesuitenkolleg zwei Gemälde mit der Darstellung der Marienvision „Das Marienerlebnis des Knaben Arnestus von Pardubitz“ und „Arnestus von Pardubitz als Erzbischof vor der Muttergottes“
Ein neues Hochgrab wurde 1870 durch den Bildhauer Johannes Janda aus weißem Marmor geschaffen und im Mittelschiff der Kirche aufgestellt. Es stellt Arnestus von Pardubitz kniend, mit dem Gesicht zum Altar gewandt, dar. 1960 wurde es zum linken Seitenschiff versetzt.
Wegen seiner Liebe zu Glatz wurde Ernst von Pardubitz, der niemals kanonisiert wurde, in der ehemaligen Grafschaft Glatz heiligmäßig verehrt. Wohl deshalb gehörte das Glatzer Land trotz der politischen Veränderungen bis 1972 zur Erzdiözese Prag.

## Lebensbeschreibungen
Eine erste Beschreibung über das Leben des Erzbischofs Ernst verfasste der Dekan des Vyšehrader Kapitels, Wilhelm von Leskau (Vilém z Lestková). Sie erschien vor 1369 unter dem Titel „Vita Arnesti primi archiepiscopi ecclesiae Pragensis“.
Eine weitere Vita verfasste der von 1350 bis 1382 amtierende Glatzer Augustinerpropst Johann I. In ihr sind auch die bis dahin bekanntgewordenen Wunder verzeichnet, die sich an Ernsts Grab in der Glatzer Pfarrkirche ereignet haben sollen. Sie muss deutlich vor 1375 geschrieben worden sein, da sie von dem in diesem Jahr verstorbenen Hofchronisten Benesch von Weitmühl für das vierte Buch der von ihm fortgeführten Chronica Boemorum benutzt wurde. Die Vorlage des Propstes Johann I. verwendete nach 1456 auch der Glatzer Augustinerpropst Michael Czacheritz für die Chronik des Glatzer Augustinerstifts.
1516 verfasste der Breslauer Kanoniker Valentin Krautwald die „Descripcio vite pii patris Arnesti, Pragensis ecclesie archiepiscopi primi, per Valentinum Crautvaldum“. Sie sollte der Vorbereitung der Heiligsprechung dienen, die wegen der Hussitenkriege zum Erliegen gekommen war. Ein entsprechendes Antragsverfahren durch das zuständige Erzbistum Prag war damals nicht möglich, da das Amt des Erzbischofs von 1434 bis 1561 unbesetzt war und während der Sedisvakanz durch vom Papst eingesetzte Administratoren verwaltet wurde. Krautwalds lateinisch verfasste Schrift hat sich, zusammen mit einem deutschen Dokument des Herzogs von Münsterberg und Grafen von Glatz Karl I. in einer einzigen Handschrift in der Vatikanischen Bibliothek erhalten. Beides wurde erst 1995 durch die Historikerin Zdeňka Hledíková aufgefunden und 1997 mit tschechischer Übersetzung veröffentlicht. Krautwald benutzte zu den bis dahin bekannten Viten auch eine Zusammenstellung der Wunder, die dem Erzbischof Ernst zugeschrieben wurden. Sie wurden 1507 vom Glatzer Pfarrer Nikolaus Antelmann verzeichnet. In dem Dokument des Herzogs Karl I. wird auch ein Wunder beurkundet, das der ehemalige Bischof von Großwardein und Administrator des Bistums Olmütz, der Franziskaner Johann Filipec bei einem Aufenthalt in Glatz erlebt haben soll. Einen entsprechenden Bericht erstattete Johann Filipec dem damaligen Glatzer Landesherrn Heinrich d. Ä. in Gegenwart von dessen Söhnen. Die Begebenheit muss sich deshalb vor 1498 ereignet haben, da Heinrich d. Ä. in diesem Jahr verstarb.
1664 verfasste Bohuslav Balbín, der Schüler des Glatzer Jesuitenkollegs gewesen war, seine „Vita Venerabilis Arnesti (vulgo Ernesti), primi Archiepiscopi Pragensis“. Ihm war allerdings Krautwalds vermutlich in den Wirren der Reformation verschollene Lebensbeschreibung nicht bekannt.

## Werke
- Statuta provincialia Ernesti archiepiscopi primi Pragensis, ante annos ducentos et octoginta novem publicata opera, studio, sumptibus Georgii Bartholdi Pontani à Braitenberg, Prag 1606, Verlag Straus Digitalisat
- Cancellaria Arnesti [Formelbuch]. In: Fr. Tadra: Archiv für österreichische Geschichte. Band 61, 1880, S. 267 ff.
- Mariale Ernesti. In: Mariale parvum. Hrsg. von Franz Johann Endler, Regensburg 1905, Verlag Manz.